# Atlético Cearense
Der Futebol Clube Atlético Cearense, in der Regel nur kurz FC Atlético Cearense genannt, ist ein Fußballverein aus Fortaleza im brasilianischen Bundesstaat Ceará.
Der Klub wurde 1997 als Centro de Treinamento Uniclinic ins Leben gerufen. 2008 erfolgte eine Umbenennung in Uniclinic Atlético Clube. Am 21. September 2018 erfolgte die Umbenennung in Futebol Clube Atlético Cearense.
2022 spielt der Verein in der vierten brasilianischen Liga, der Série C.

## Erfolge
- Staatsmeisterschaft von Ceará – 2. Liga: 1998

## Stadion
Der Verein trägt seine Heimspiele im Estádio Olímpico Horácio Domingos de Sousa, auch unter dem Namen Estádio Domingão bekannt, in Horizonte aus. Das Stadion hat ein Fassungsvermögen von 10.500 Personen.

## Trainerchronik
Stand: Oktober 2024
| Trainer              | Nation    | von              | bis               |
| -------------------- | --------- | ---------------- | ----------------- |
| Roberto Carlos       | Brasilien | 10. Februar 2017 | 23. Februar 2017  |
| Luan Carlos          | Brasilien | 2. Januar 2019   | 25. Juni 2019     |
| Raimundo Vágner      | Brasilien | 23. Juli 2019    | 9. Januar 2022    |
| Reginaldo França     | Brasilien | 10. Januar 2022  | 11. März 2022     |
| Roberto Carlos       | Brasilien | 26. April 2022   | 19. Juli 2022     |
| Michel Lima          | Brasilien | 30. Januar 2023  | 30. November 2023 |
| João Moura           | Portugal  | 1. Januar 2024   | 2. Februar 2024   |
| Anastacio Cavalcante | Brasilien | 9. Februar 2024  | 16. März 2024     |
| Erisson Barbosa      | Brasilien | 14. März 2024    | 17. März 2024     |
| Jazón Vieira         | Brasilien | 17. Mai 2024     | 20. Mai 2024      |